# كأس أنغولا 2004
كأس أنغولا 2004 هو موسم من كأس أنغولا. كان عدد الأندية المشاركة فيه 21، وفاز فيه Atlético Petróleos do Namibe ‏.